# Clevelândia do Norte
Clevelândia do Norte é um distrito do município brasileiro de Oiapoque, no estado do Amapá. Segundo o censo demográfico de 2022, realizado pelo Instituto Brasileiro de Geografia e Estatística (IBGE), sua população era de 467 habitantes e havia 133 domicílios particulares permanentes ocupados. Foi criado pela lei federal nº 1.503 de 15 de dezembro de 1951.
De acordo com o IBGE, em 2010 a população era de 1 253 habitantes e havia 428 domicílios particulares.
Trata-se de uma colônia militar brasileira, criada em 1919, que antigamente era chamada de "Colônia Militar do Oiapoque". Situa-se na margem direita do rio Oiapoque, a cerca de três quilômetros da cidade.

## Acesso
O deslocamento da colônia para Oiapoque é feito por meio de pequenas embarcações através do rio Oiapoque, num trajeto que dura 15 a 20 minutos. A largura do rio no trecho Clevelândia–Oiapoque varia entre 800 a 1 200 metros, com poucas ilhas no seu curso. Também é possível deslocar-se através de uma estrada cujo percurso demora de 5 a 10 min de carro.

## Campo de Concentração
Durante o Governo de Artur Bernardes (1922–1926) foi montado em Clevelândia um campo de concentração lembrado como "inferno verde". Sobreviventes do episódio relataram ter sofrido, sob a guarda do Estado, por insalubridade, falta de estrutura, fome, tortura e trabalhos forçados. Em quatro anos dos 946 presos lá internados 491 morreram, principalmente por doenças. Os prisioneiros políticos, vindos principalmente do Rio de Janeiro e São Paulo, eram militantes do movimento anarcossindicalista que caracterizou as lutas sociais nas primeiras décadas do século XX e foram presos no bojo da repressão ao movimento tenentista. Também havia presos comuns no campo.
Frequentemente citada por Monteiro Lobato no livro Mr. Slang e o Brasil como o lugar para onde corriam o risco de serem mandados os cérebros pensantes do país.

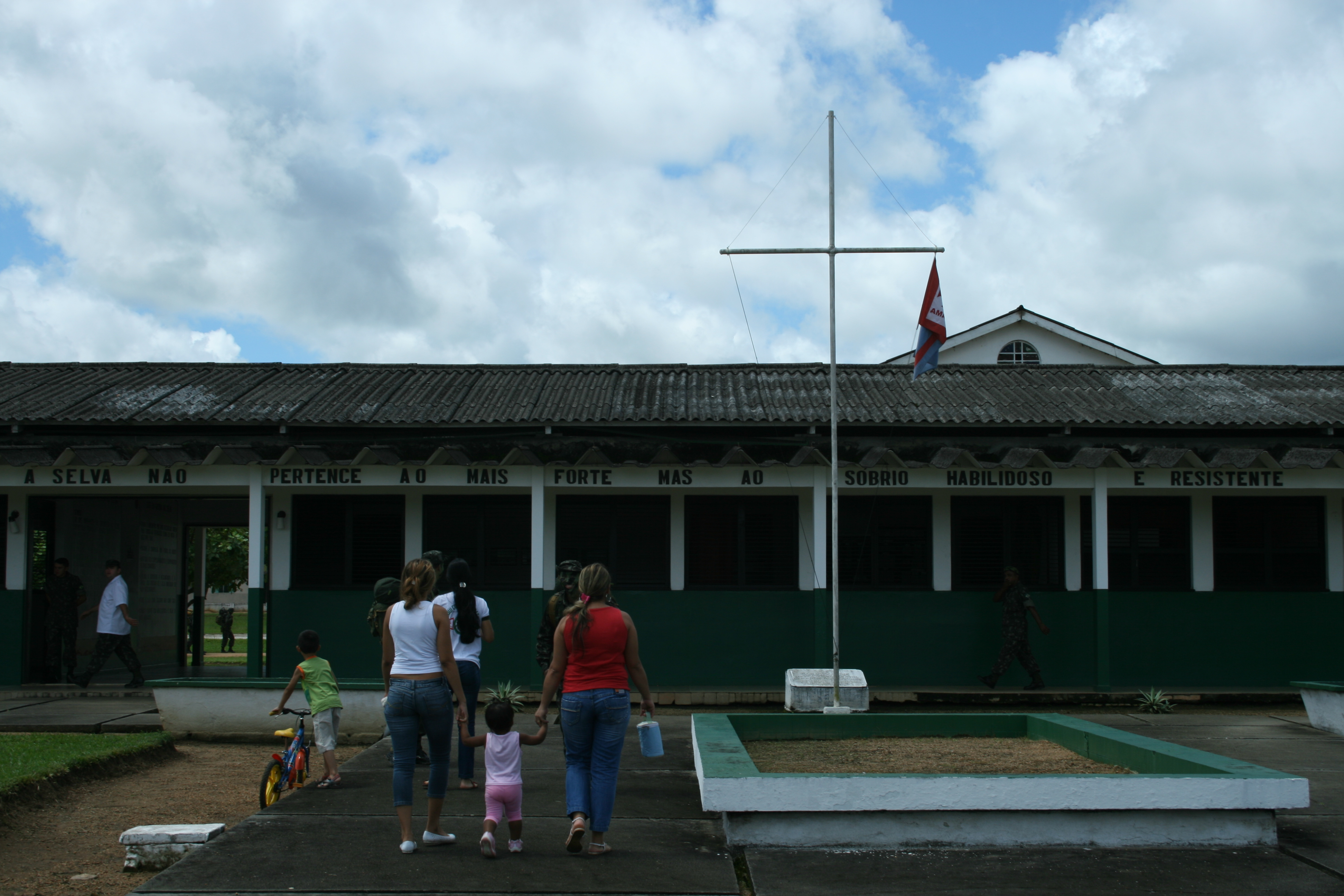
Companhia Especial de Fronteira do Exército Brasileiro em Clevelândia do Norte
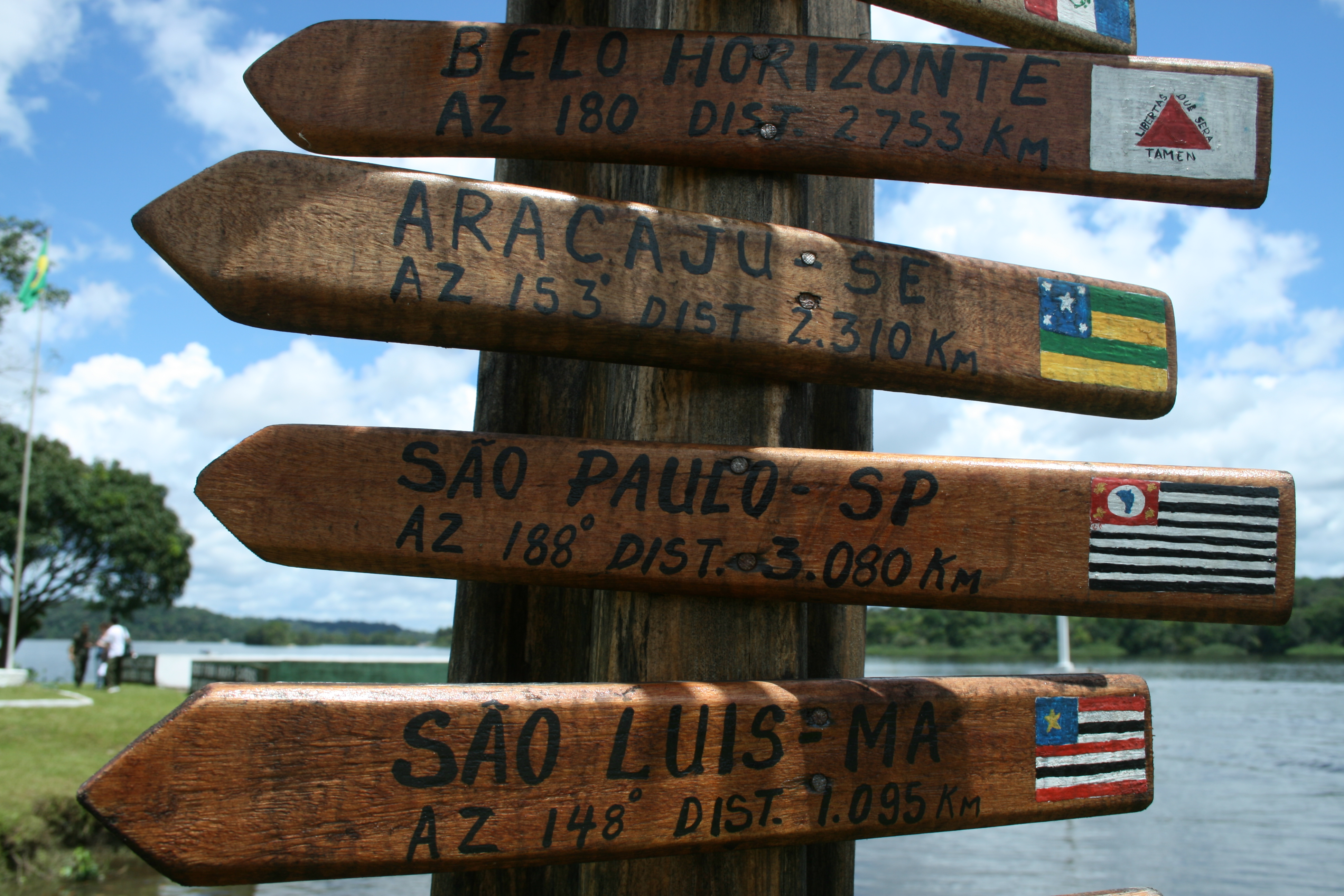
Distâncias de Clevelândia do Norte a algumas capitais brasileiras